# El miracle de Henry Poole
El miracle de Henry Poole (títol original en anglès: Henry Poole Is Here) és una pel·lícula estatunidenca dirigida per Mark Pellington i estrenada el 2008. El film es va estrenar al Sundance Film Festival i va ser projectada al Festival Internacional de Cinema de Berlín. La pel·lícula va ser rodada a la Mirada, a l'estat de Califòrnia. La pel·lícula es va doblar al català.

## Argument
Henry Poole ho ha deixat tot i ha comprat una casa en afores al barri de la seva infantesa. S'ha assabentat en efecte que se li ha diagnosticat una malaltia i només li queden algunes setmanes de vida. Vol viure el temps que li queda en pau i sol menjant pizza i bevent vodka. Però aquesta solitud és frenat per l'aparició de la cara de Crist sobre el seu mur per Esperanza, la seva veïna. Però continua sent escèptic, considerant aquesta cara com una taca sobre el mur. Després una mena de llàgrima de sang apareix sobre el mur, seguits de persones que aflueixen en massa per tocar la cara per tal d'obtenir un "miracle". Lluny d'aquesta agitació, coneix la seva veïna Dawn, que viu amb la seva noia Milly, sis anys.

## Repartiment
- Luke Wilson: Henry Poole.
- Adriana Barraza: Esperanza Martinez.
- Radha Mitchell: Dawn Stupek.
- Morgan Lily: Millie Stupek.
- George Lopez: Father Salazar.
- Rachel Seiferth: Patience.
- Richard Benjamin: Dr. Fancher.
- Cheryl Hines: Meg

## Banda sonora
La banda sonora inclou "Not Dark Yet" de Bob Dylan, "Song 2" de Blur, "Promises" de Badly Drawn Boy i "All roads lead home" de Golden State.